# Neoraja
Genre
Neoraja est un genre de raies.

## Liste des espèces
- Neoraja africana (Stehmann et Seret, 1983)
- Neoraja caerulea (Stehmann, 1976)
- Neoraja carolinensis McEachran et Stehmann, 1984
- Neoraja stehmanni (Hulley, 1972)